# Аларкон, Андрес Маурисио
Андрес Маурисио Аларкон Мендоса (исп. Andrés Mauricio Alarcón Mendoza; род. 19 мая 2001, Барранкилья) — колумбийский футболист, полузащитник клуба «Патриотас Бояка».

## Клубная карьера
Аларкон — воспитанник клуба «Патриотас Бояка». 15 апреля 2023 года в матче против «Орсомарсо» он дебютировал в колумбийской Примере B. 2 мая в поединке против «Кортулуа» Андреас забил свой первый гол за «Патриотас Бояка». По итогам сезона игрок помог клубу выйти в элиту. 4 февраля 2024 года в матче против «Америка Кали» он дебютировал в Кубке Мустанга.

## Международная карьера
В 2023 году в составе олимпийской сборной Колумбии Аларкон принял участие в домашних Панамериканских играх. На турнире он сыграл в матчах против команд Гондураса, Бразилии и Уругвая. В поединке против гондурасцев Даниэль забил гол.